# Amerikaanse boormossel
De Amerikaanse boormossel (Petricolaria pholadiformis) is een in zee levende tweekleppige uit de familie van de pseudoboormossels. De wetenschappelijke naam van de soort werd in 1818 voor het eerst geldig gepubliceerd door Jean-Baptiste Lamarck.

## Beschrijving

### Schelpkenmerken
De Amerikaanse boormossel heeft een vrij dikschalige, langgerekte schelp. De bovenrand is, in tegenstelling tot de Witte boormossel (die niet verwant is) niet omgeslagen. De umbo ligt ver naast het midden. De buitenkant is bedekt vanuit de umbo stralende ribben die worden gekruist door groeilijnen. De ribben in het gedeelte onder de umbo dragen duidelijke, schubvormige uitsteeksels.

Pseudoboormossels missen accessorische schelpstukken die wel bij de echte Boormossels aanwezig zijn.

### Afmetingen van de schelp
- lengte: tot 75 mm. Meestal kleiner.
- hoogte: tot 35 mm. Meestal kleiner.

### Kleur
Kalkwit of geelwit. Oudere exemplaren zijn bruingeel of blauwgrijs verkleurd.

### Voorkomen
Losse kleppen en doubletten spoelen algemeen aan langs de hele kust. In boorgaten in hout en veen zijn regelmatig levende dieren te vinden. Na sterke oostenwind spoelen ook nog levende dieren aan.
Rechter en linker klep van hetzelfde exemplaar:

Rechter klep
Linker klep

## Verhouding tot de mens

### Exoot
Niet fossiel uit Europa bekend: ...'In Europa is Petricolaria pholadiformis met aan zekerheid grenzende waarschijnlijkheid overgebracht met Amerikaanse oesters, welke omstreeks 1890 in Zuidoost Engeland (Essex) werden ingevoerd. Van hier verspreidde de soort zich in korten tijd naar andere plaatsen .... en: ... 'in geen der Nederlandsche faunistische werken der 19e eeuw (komt) Petricola pholadiformis voor. De eerste mededeeling voor Nederland danken wij aan Mej. H. Icke, die in 1906 de Amerikaansche boormossel te Noordwijk aantrof'. en:  'Naarmate Petricola aan onze kust meer en meer in aantal toenam, ging Barnea candida, een reeds eeuwen hier gevestigde soort, in aantal achteruit'.. Bij onderzoek bij de Rijks Geologische Dienst aan grondmonsters uit een volledig opgevulde geul in de Waddenzee bleek de Amerikaanse boormossel op een diepte van ca. 30 meter diepte onder de zeebodem 'fossiel' aanwezig te zijn. Dit betekent dat de (zandige) geulvulling tot op die diepte niet ouder kan zijn dan ca. 1906 en dat er dus 30 meter sediment in maximaal 90 jaar afgezet is!